# Norma Beecroft
Norma Marian Beecroft (født 11. april 1934 i Oshawa, død 19. oktober 2024) var en canadisk komponist, fløjtenist, pianist og producer.
Beecroft studerede komposition og klaver på Det Kongelige Musikkonservatorium i Toronto (1952) hos bl.a. John Weinzweig og Gordon Hallet. Hun studerede herefter fløjte privat hos Keith Girard (1957-1958). Herefter studerede hun komposition på Berkshire Music Center (1958) hos Aaron Copland og Lukas Foss, og i Rom på Accademia Nazionale di Santa Cecilia. (1959) hos Goffredo Petrassi. Beecroft tog også sommerkurser i komposition i Darmstadt hos Bruno Maderna (1960-1961) Hun skrev orkesterværker, elektronisk musik, kammermusik, korværker etc. Hun er mest kendt for sin elektroniske musik, for hvilken hun i Canada var en pioner. Hun var producer på CBC (Canadian Broadcasting Corporation), hvor hun udbredte canadiske komponister og deres musik.

## Udvalgte værker
- Collage 76 - for fløjte og kammerorkester
- Tre korte stykker - for fløjte og klaver
- Fra drømme om brass - for sopran, fortæller, kor og orkester
- Improvisatorisk Koncertante nr. 2 - for orkester
- Elegi og to gik i seng - for vokal ensemble, fløjte og klaver
- Rasa 1 - for kammerorkester